# Droga krajowa 9
Die Droga krajowa 9 (kurz DK9, pol. für ,Nationalstraße 9‘ bzw. ,Landesstraße 9‘) ist eine Landesstraße in Polen. Sie führt in Nord-Süd-Richtung von Radom bis Rzeszów durch die Woiwodschaften Masowien, Heiligkreuz und Karpatenvorland. Die Gesamtlänge beträgt 188 Kilometer.
Verkehrstechnisch kommt der Landesstraße 9 keine besonders große Bedeutung in Polen zu. Sie stellt lediglich eine Nord-Süd-Achse und zugleich eine Zweigstrecke der Landesstraße 7 im polnischen Straßenverkehr dar. Auf ihrer gesamten Strecke ist die Landesstraße zugleich die Europastraße 371. Die Landesstraße 9 war bis Mai 2023 die einzige polnische Landesstraße mit einziffriger Nummer, für die keine Pläne eines Ausbaus zur Autobahn oder Schnellstraße existierten.
Im Mai 2023 gab die GDDKiA Pläne bekannt, den etwa 60 km langen Abschnitt der DK9 von Tarnobrzeg bis zum Knoten Rzeszów Zachód bis 2029 neu zu trassieren, womit insbesondere die Ortschaften Kolbuszowa und Nowa Dęba umfahren werden. Der neue Abschnitt soll zwei Spuren in jede Richtung erhalten. Ob die Anschlussstellen niveaugleich oder niveaufrei ausgeführt werden, soll erst in der Planungsphase entschieden werden.

## Wichtige Ortschaften entlang der Strecke

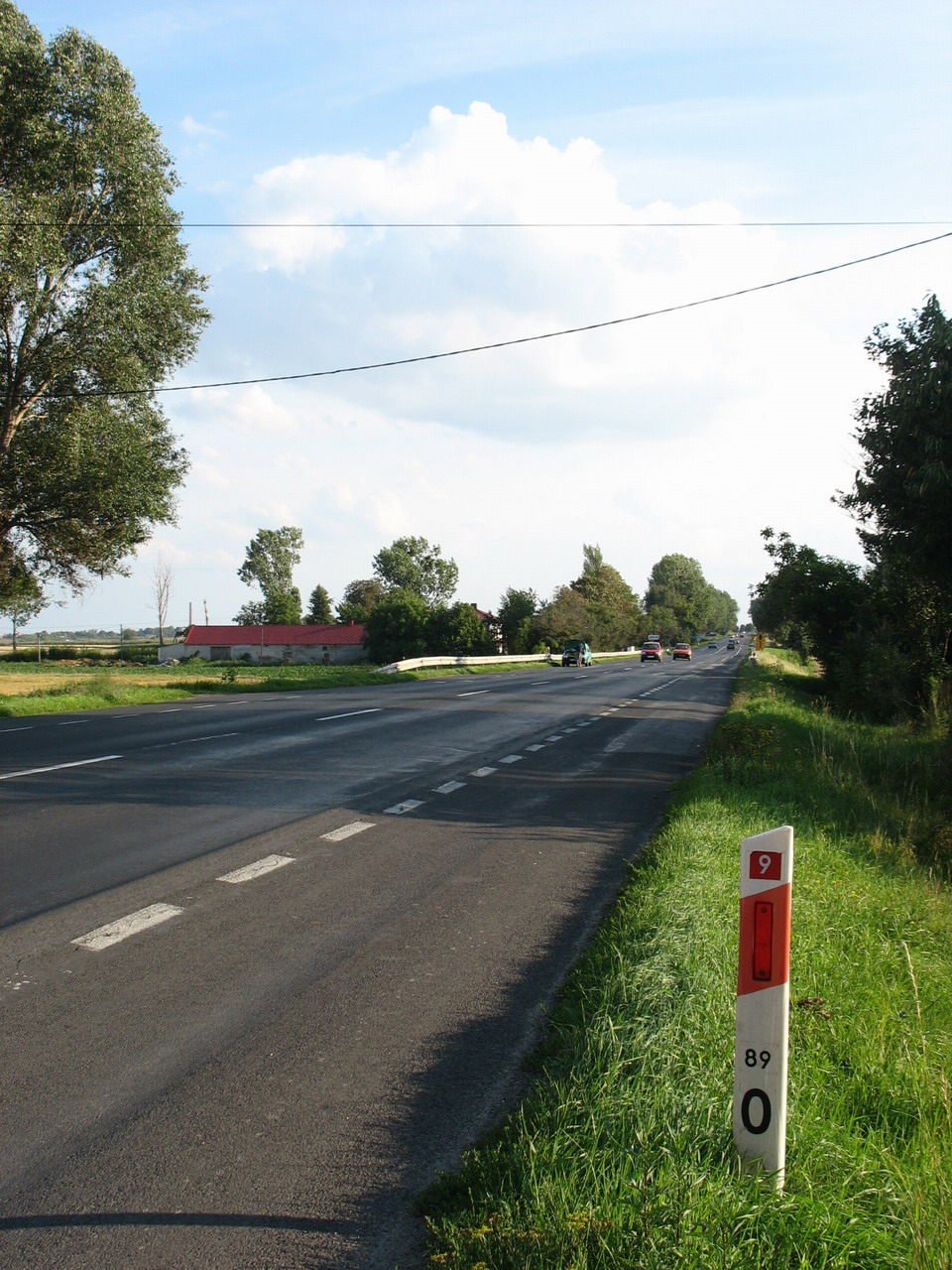
Blick auf die Landesstraße bei Okalina in Richtung Rzeszów.

- Radom
- Skaryszew
- Iłża
- Ostrowiec Świętokrzyski
- Opatów
- Klimontów
- Łoniów
- Tarnobrzeg
- Nowa Dęba
- Majdan Królewski
- Cmolas
- Kolbuszowa
- Głogów Małopolski
- Rzeszów